# Glen Rose-formatie
De Glen Rose-formatie is een ondiepe geologische formatie van kustzee- en kustlijnafzettingen uit het Vroeg-Krijt die aan het oppervlak komt over een groot gebied van South Central tot North Central Texas. De formatie staat het meest bekend om de voetafdrukken en spoorbanen van dinosauriërs die te vinden zijn in het Dinosaur Valley State Park nabij de stad Glen Rose, Texas, ten zuidwesten van Fort Worth en op andere plaatsen in centraal-Texas.

## Geologie
De Glen Rose-formatie is de bovenste, dikste en meest dagzomende formatie van de Trinity Group, een reeks ondiepe zeeformaties die zijn afgezet op een zuidoostelijke flank van de Llano Uplift, door een aantal zeeregressies en -overschrijdingen. Putten geboord in het oosten van Travis County zijn meer dan duizend voet van de Glen Rose tegengekomen. In het noordelijke deel loopt de Glen Rose zijdelings door in de Paluxyformatie. De Glen Rose ligt over het Henselzand en wordt op zijn beurt bedekt door formaties van de Fredericksburg-divisie. In 1974 concludeerde Keith Young, op basis van ammonietzonering, dat de formatie zich uitstrekt van het late Laat-Aptien tot het Vroeg-Albien, ongeveer 115-105 miljoen jaar oud.
De formatie bestaat voornamelijk uit harde kalksteenlagen afgewisseld met mergel of mergelkalksteen, maar is vervangen door zandige facies kustwaarts (naar het noordwesten). Door de verschillende sterktes van de lagen verweert de kalksteen tot een trapprofiel op heuvels. Individuele treden die deze kenmerkende traptredetopografie vormen, strekken zich onveranderd over vele kilometers uit. Deze lagen werden oorspronkelijk de 'alternerende bedden' genoemd, waaronder de bovenliggende Fredericksburg-formaties.
De Glen Rose-formatie is verdeeld in bovenste en onderste delen, gescheiden door een laag van één voet Corbula-schelpen, een kleine tweekleppige.
De formatie werd in 1891 genoemd naar de stad Glen Rose, Texas door paleontoloog Robert T. Hill. De typeplaats is een gedeelte aan de kust dat is blootgesteld aan de Paluxy-rivier in de buurt van de stad Glen Rose. De stratigrafie van de formatie werd voor het laatst herzien in een onderzoek uit 1971.
Een stratigrafische kolom op de locatie van Mount Bonnell begint met de Trinity Group uit het Vroeg-Krijt, bedekt door de Edwards Group. Formaties uit het Laat-Krijt volgen, te beginnen met de Del Rio Clay, Buda Limestone en dan de Eagle Ford Group. Formaties binnen de Trinity Group zijn de Hammettformatie, Cow Creek-formatie, Henselformatie en vroege en late Glen Rose-formatie. De Hammett en het onderste deel van de Late Glen Rose fungeren als beperkende eenheden (of aquitard) voor de Midden Trinity Aquifer. De late Glen Rose bevat de late Trinity Aquifer, die een grondwaterstroming tussen de aquifers lijkt te delen met de Edwards Aquifer, aangezien de waterstanden zich op dezelfde hoogte bevinden.

## Grotten en spelonken
Er is een aantal grotten in de Glen Rose-formatie, waarvan sommige open zijn voor het publiek, waaronder de Cascade Caverns en Cave Without a Name, beide in Kendall County, Texas en Natural Bridge Caverns in Comal County, Texas, de lager gelegen waarvan delen in de Glen Rose-formatie.

### Fossielen
Een verscheidenheid aan fossielen wordt gevonden in de Glen Rose-formatie, meer overvloedig in de lagere Glen Rose-formatie dan in de bovenste, waaronder talrijke gastropoden, tweekleppige schelpdieren en zeeëgels. Veel soorten in het onderste gedeelte worden niet gevonden in het bovenste gedeelte. Sporen van dinosauriërs zijn op veel plaatsen gevonden, evenals losse botten van gewervelde dieren. Er zijn ook microfossielen aanwezig, waaronder een van de grootste foraminiferen die ooit zijn gevonden.
- Tweekleppigen. Er is een verscheidenheid aan fossiele tweekleppigen gevonden, meestal bewaard als interne natuurlijke afgietsels, met uitzondering van oesters, sint-jakobsschelpen en rudisten, waarvan de schelpen zelf ook aanwezig zijn, hoewel ze gemineraliseerd zijn. Sommige mosselen zijn groot en rond en hebben de populaire naam 'hartschelpen' gekregen. Fossiele tweekleppigen omvatten een aantal rudisten die riffen vormen in de lagere Glen Rose-formatie.
- Gastropoden. Talloze gastropoden zijn te vinden in de Glen Rose-formatie, bewaard als interne mallen, waarbij de schelpen zijn opgelost. Typisch is Tylostoma, hieronder geïllustreerd.
- Koralen. Koralen vormden riffen in de lagere Glen Rose-formatie en een aantal soorten van dergelijke koralen is beschreven.
- Echinoïden. Een aantal regelmatige en onregelmatige zee-egels is beschreven uit de Glen Rose-formatie. Salenia texana (Credner) en Heteraster obliquatus (Clark), hieronder afgebeeld, zijn representatief.
- Krabben. Meer dan tien soorten tienpotige schaaldieren of krabben zijn beschreven uit de Glen Rose-formatie, de overblijfselen bestaande uit losse klauwen en schilden.
- Ammonieten. Een aantal ammonieten is gemeld uit de Glen Rose-formatie, hoewel ze zeldzaam zijn.
- Foraminiferen. Een verscheidenheid aan fossiele foraminiferen komt voor in de Glen Rose-formatie, waaronder Orbitolina texana (Roemer), een voor een foraminifeer gigantische schelp met een diameter van meer dan een centimeter.
- Gewervelde dieren. Voetafdrukken en sporen van dinosauriërs komen voor op een aantal plaatsen in de Glen Rose-formatie. Fossiele overblijfselen van gewervelde dieren zijn echter zeldzaam en omvatten de volgende losse vondsten:
  - Acrocanthosaurus, een allosauroïde theropode dinosauriër (enkele losse botten).
  - Pachycheilosuchus, een mesoeucrocodylide of uitgestorven krokodilachtig reptiel.
  - Een onbepaalde titanosauriform.
  - Tenontosaurus, een iguanodontische dinosauriër
  - Sauroposeidon, een sauropode dinosauriër
  - Radiodactylus, een azhdarchide pterosauriër
- Planten
  - Algen. Porocystis globularis is de naam die wordt gegeven aan een ingedeukt druifvormig object dat veel voorkomt in de Glen Rose-formatie. Wetenschappers zijn het niet eens over de classificatie, maar geloven nu dat het een vruchtlichaam van algen is.
  - Cycaden. Cycaden zijn gevonden in de Glen Rose-formatie, voornamelijk in de Paluxy Sands, en er is gezegd dat de Trinity-bedden moeten worden gerangschikt als een van de vijf grote cycade-opbrengende terrassen van Noord-Amerika.

## Pootafdrukken en spoorbanen van dinosauriërs
Voetafdrukken en sporen van dinosauriërs zijn te vinden op ten minste vijftig plaatsen in de Glen Rose-formatie, voornamelijk aan de bovenkant van de Upper Glen Rose-formatie en een kleiner aantal aan de bovenkant van de Lower Glen Rose-formatie. De meest bekende van deze vindplaatsen is de Paluxy River-vindplaats in Dinosaur Valley State Park nabij de stad Glen Rose, Texas, ten zuidwesten van Fort Worth. In 1938 ontdekte Roland Thaxter Bird, assistent van Barnum Brown van het American Museum of Natural History (AMNH) in New York een tiental sauropoden en vier theropoden of carnosauriërs die allemaal dezelfde algemene richting volgden. Dit waren de eerste voetafdrukken van sauropoden die wetenschappelijk zijn gedocumenteerd en werden in 1969 aangewezen als nationaal natuurlijk monument. Sommige zijn zo groot als ongeveer 1 meter breed. Men denkt dat de prenten oorspronkelijk bewaard zijn gebleven in een wad of een lagune. Grote platen van de spoorbanen zijn opgegraven en zijn te zien in onder meer de AMNH en het Texas Memorial Museum in Austin, Texas.
De sporen van sauropoden, die nu de ichnogenusnaam Brontopodus hebben gekregen, werden gemaakt door een dier van dertig tot vijftig voet lang, misschien een brachiosauride zoals Pleurocoelus, en de theropodensporen door een dier van twintig tot dertig voet lang, misschien een acrocanthosaurus. Er werden verschillende scenario's voorgesteld om de sporen te verklaren. Sommigen geloofden dat ze een kudde sauropoden, waaronder jonge dieren die door hun ouders werden beschermd, hadden vastgesteld, gevolgd door een groep theropoden en voerden aan dat de schijnbare verdwijning van een van de sauropoden-sporen duidde op een dodelijke aanval door de theropoden. Tegenwoordig negeren wetenschappers deze verklaring over het algemeen. Martin Lockley (1995) concludeert dat de sporen hoogstwaarschijnlijk twaalf sauropoden vertegenwoordigen, waarschijnlijk als een kudde, iets later gevolgd door drie theropoden die al dan niet aan het volgen waren - maar die zeker niet aanvielen. Lockley merkt op dat er andere soortgelijke groepssporen zijn en dat het bewijs dat sauropoden zich in kuddes bewogen in het algemeen goed lijkt. Hij is het echter oneens met de theorie van Robert T. Bakker dat de Davenport Ranch-baan (een andere Glen Rose-baan) grote volwassenen aan de buitenkant weerspiegelt die jongere sauropoden in het midden zouden beschermen, waarbij hij stelt dat de banen alleen kleinere dieren laten zien die de grotere volgen. Het feit dat sommige van de Glen Rose-sporen voornamelijk sporen van de handen bevatten, bracht Bird en anderen ertoe te suggereren dat de sauropoden semi-aquatisch waren en de sporen maakten wanneer ze gedeeltelijk zwommen, een scenario dat diep verankerd is geraakt in de populaire literatuur. Nogmaals, Lockley negeert die theorie en stelt dat de sporen niet goed bewaard of bestudeerd waren en dat de opvatting van sauropoden als zwemmen niet kan worden ondersteund met een overtuigende lijn van beschikbaar bewijs. De handafdrukken kunnen ook bewaard zijn als underprints, diepe compressies van het sediment.
Creationisten hebben beweerd dat menselijke voetafdrukken zijn gevonden in de Glen Rose, in het Dinosaur Valley State Park. Hierbij gaat het in feite om underprints van theropode middenvoeten waarbij de klauwuiteinden niet gepreserveerd zijn.

## Galerij met typische Glen Rose fossielen

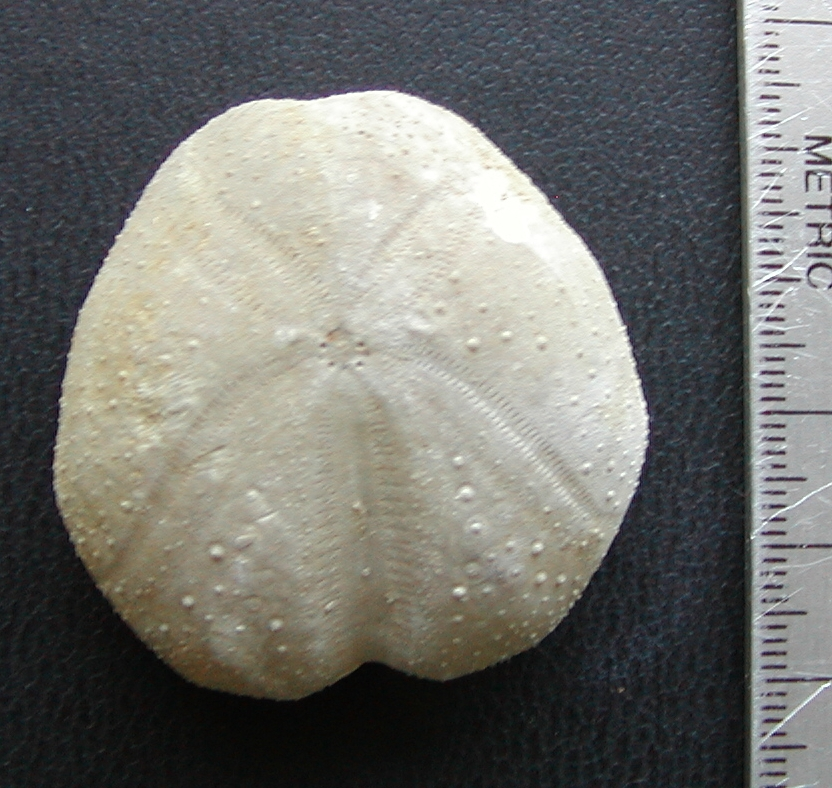
Heteraster obliquatus (Clark), een onregelmatige zee-egel
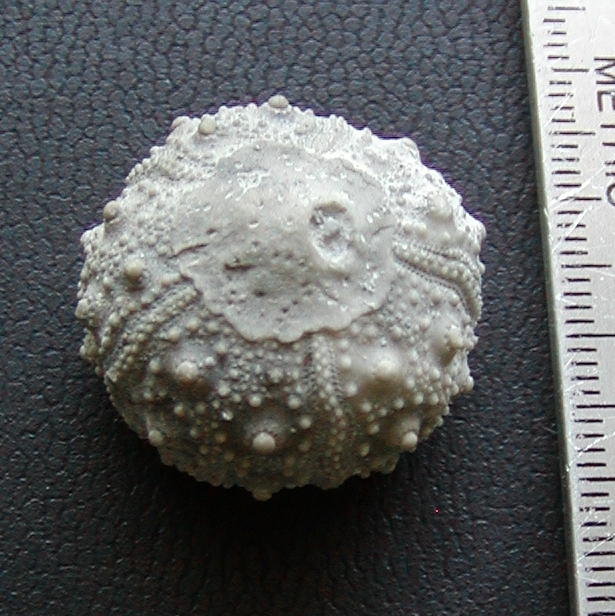
Salenia texana Credner, een gewone zee-egel
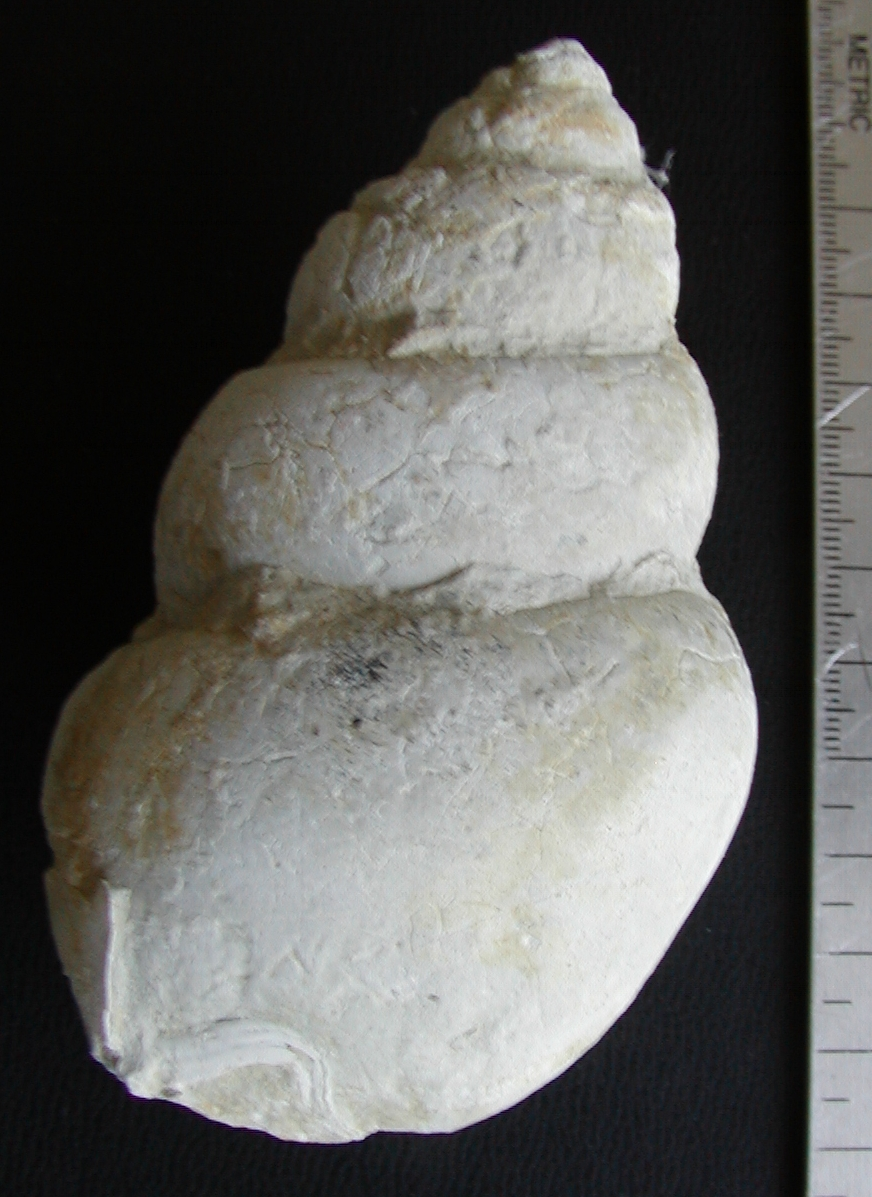
Tylostoma sp., een gastropode
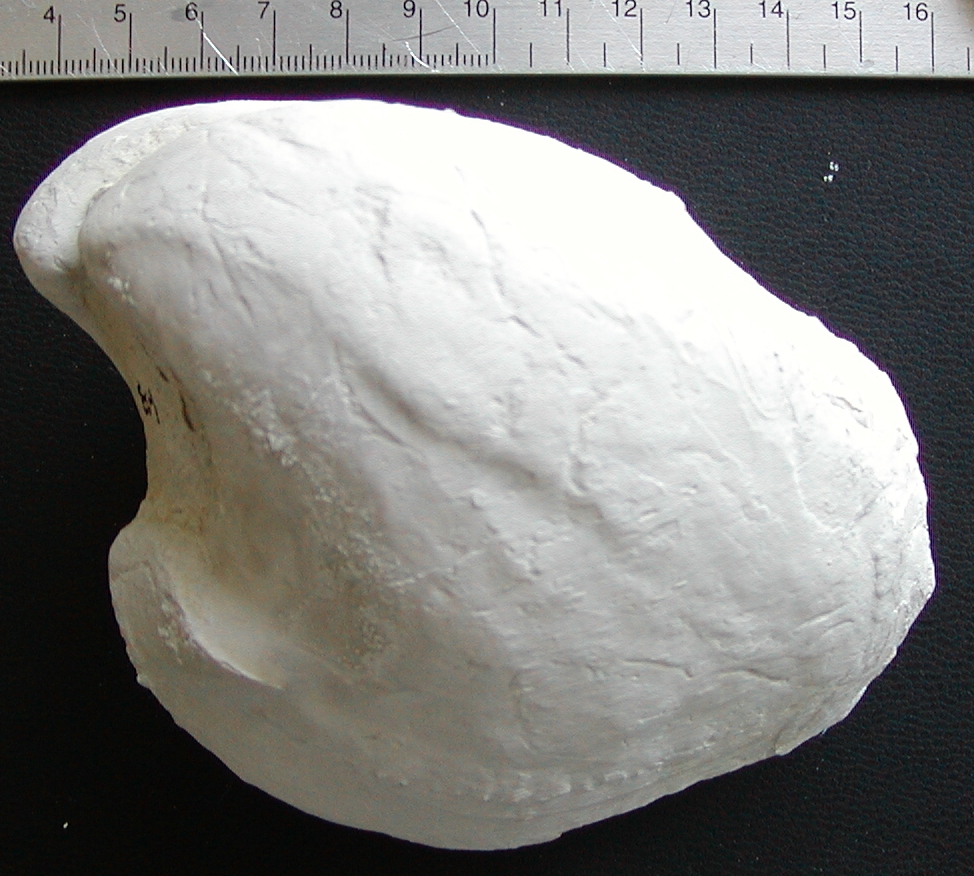
Arctica gibbosa (Giebel), een hartschelp (bivalve)
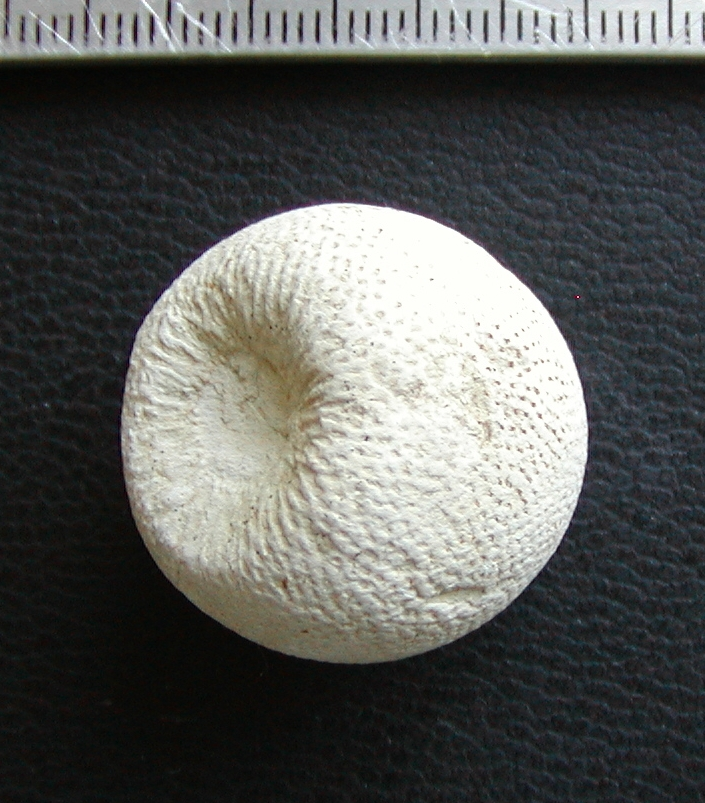
Porocystis globularis (Giebel), een algen vruchtlichaam
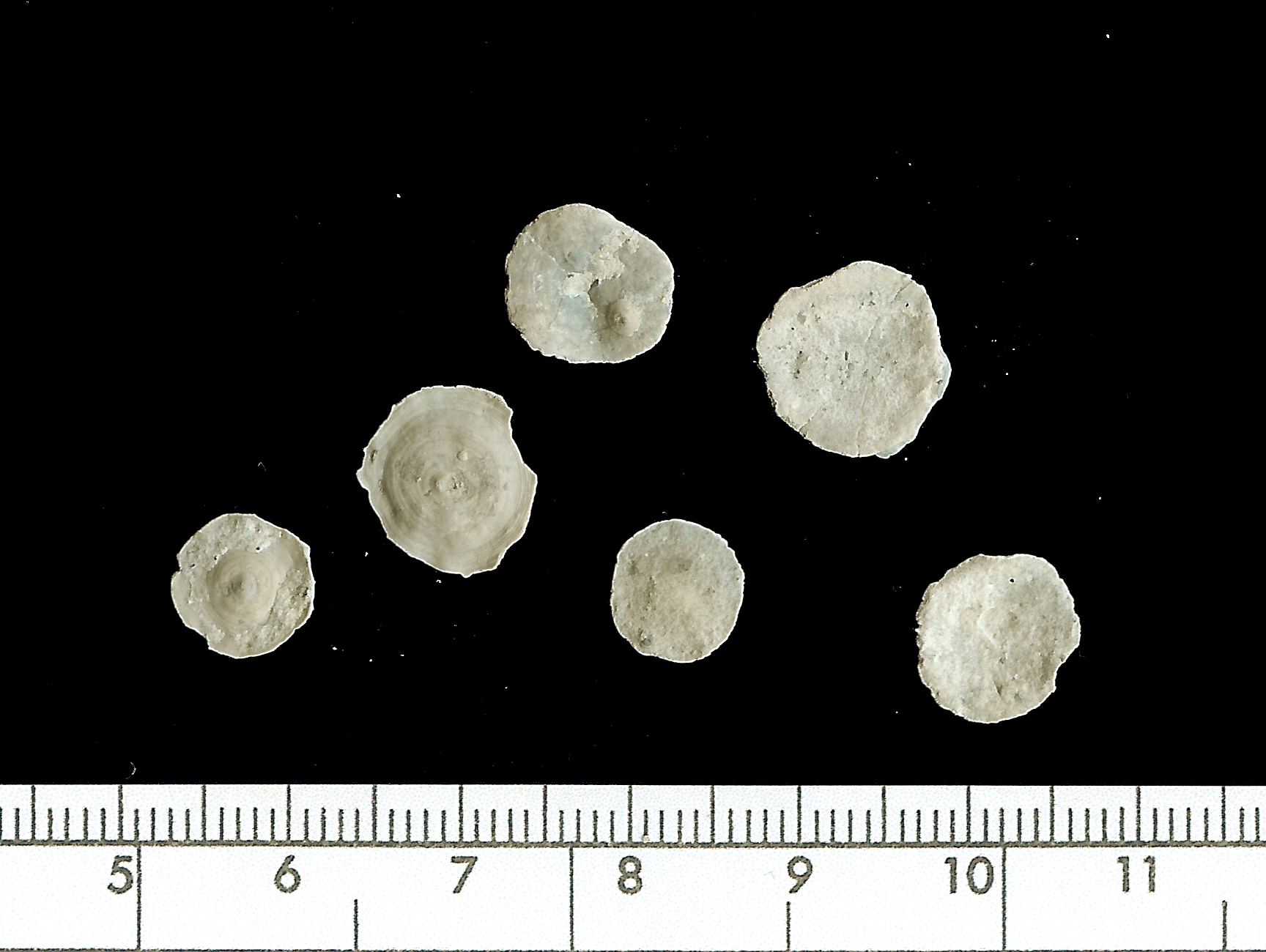
Orbitolina texana (Roemer), een eencellige foramanifera